# Sorex excelsus
Sorex excelsus är en däggdjursart som beskrevs av Glover Morrill Allen 1923. Sorex excelsus ingår i släktet Sorex och familjen näbbmöss. IUCN kategoriserar arten globalt som livskraftig. Inga underarter finns listade i Catalogue of Life.
Denna näbbmus förekommer i södra Kina i provinserna Yunnan, Sichuan, Xizang och Qinghai samt i Nepal. Den lever i höglandet och i bergstrakter upp till 4000 meter över havet. Sorex excelsus vistas vanligen i bergsskogar. Den hittas ofta nära vattendrag där marken är täckt av ett fuktigt lövskikt och av buskar.